# Trump International Hotel and Tower (Nova Orleans)
O Trump International Hotel and Tower foi um projeto proposto para a construção de uma torre residencial, localizada no distrito comercial central de Nova Orleans, Louisiana. Era um projeto da Trump Organization de Donald Trump, magnata do setor imobiliário e atual presidente dos Estados Unidos. Supostamente nos estágios de planejamento a partir do verão de 2005 em diante, o projeto foi finalmente declarado encerrad em julho de 2011, depois que o terreno foi excluído e vendido em leilão. 
Se construída, a Trump Tower se tornaria o edifício mais alto da cidade de Nova Orleans e do estado da Louisiana, com setenta andares. A uma altura de 220 m junto com uma antena de 38 m, também seria o edifício mais alto ao longo da Costa do Golfo, fora de Houston, e também o ponto mais alto do estado da Louisiana. (O pico mais alto da Louisiana é a Driskill Mountain, a 535 pés). Planejava-se um edifício de uso múltiplo, com os andares térreos alocados para compras no varejo, os andares inferiores seriam hotéis-condomínio de luxo e os andares superiores seriam condomínios de luxo. 

## História
Em 26 de agosto de 2005, o New Orleans Times-Picayune informou que um acordo imobiliário apareceu finalizado para o primeiro grande projeto de construção na CBD de Nova Orleans em 25 anos, o Trump International Hotel e o Tower New Orleans. 
Inicialmente, o projeto estava programado para começar no início de 2006. O projeto, no entanto, tornou-se rapidamente obscurecido pelos eventos do furacão Katrina . Trump reafirmou seu apoio ao projeto logo após a tempestade, sem estabelecer um cronograma específico para a construção. Os líderes empresariais locais aclamaram a mudança como um passo positivo para atrair negócios para a cidade. 
Em 15 de março de 2007, o Conselho da Cidade de Nova Orleans aprovou oficialmente a torre para construção. 
O Times-Picayune informou em 17 de fevereiro de 2009 que o projeto estaria suspenso enquanto se aguarda a recuperação da economia nacional. 
Em 27 de julho de 2011, o Times-Picayune informou que o projeto estava oficialmente encerrado, com as terras vendidas em leilão a uma empresa que pretendia usá-lo como estacionamento. 